# ヤマナメクジ
ヤマナメクジ Meghimatium fruhstorferi は日本原産のナメクジの1種。10cmを越える大型種である。

## 特徴
軟体部はとても大きく、13-16cmに達する例もある。背面は灰褐色から黒褐色で、両側に幅の広い黒っぽい縦に走る帯状の紋があり、足に近い部分では色薄くなる。また背面真ん中にも黒い斑文が縦に並び、背面から側面にかけて黒から灰色の顆粒状の隆起が縞模様をなして並んでいる。

## 分布
本州、四国、九州に分布する。日本では都市を中心に外来種のナメクジが複数種進入し、入れ替わりが激しい中、本種は山間部にあって安定した生息域を持っていると思われる。
なお、現在は八丈島にも産し、これは移入によるとされる。

## 生息環境・成体など
山間部、森林内に生息する。普段は倒木の下などに潜んでおり、夜間や雨の日は昼間も出てきて活動する。キノコを好んで食べる。
冬には大木のうろの奥深くに潜って越冬する。

## 類似種など
ナメクジは種類が多く、特に帰化種が多いが、いずれも本種ほど大きくならず、また山野に出現することもまず無い。ただし日本中の本種を同一種と見ていいかどうかはまだ確定していないようである。
本種の亜種としてはダイセンヤマナメクジ Incilaria. f. daiseniana Azuma, 1982(	学名は東(1982),p.165) があり、大きさはほぼ同じながら体色が淡い黄褐色であること、大触角がやや短いことなどで区別される。この亜種は鳥取、石川、京都、岩手などで記録がある。
なお、沖縄本島北部にも類似の大型ナメクジが見られ、ヤンバルヤマナメクジの和名が与えられている。同属ではあるが正式な記載がなされておらず、学名は未定である。

## 人間との関係
本種は畑地などには出現しないため、他のナメクジのような害虫としての働きはしない。ただしシイタケを食害する例がある。また見かけは大きいだけにそれ以上にグロテスクであるので、見かけると嫌われる。山間の新興住宅地では遭遇する頻度も高いともいう。
島根県津和野町ではナメクジを食用油につけたものが虫さされの薬として今も活用されており、使われているのは本種であった由。